# 비타네

비타네의 위치

비타네(슬로베니아어: Vitanje, 독일어: Weitenstein 바이텐슈타인[*])는 슬로베니아의 도시로 면적은 59.4km2, 인구는 2,317명(2002년 기준), 인구 밀도는 39명/km2이다.